# Jean Courvoisier (banquier)
Cet article concerne le banquier. Pour l'historien, voir Jean Courvoisier (historien).
Jean Courvoisier (Paris, 19 septembre 1904 - Paris, 2 mars 1982) est un banquier protestant français, qui fut président-directeur général puis président de la banque privée Odier Bungener Courvoisier. Laïc très engagé dans la vie de l'Église réformée de France, il préside la Fédération protestante de France de 1970 à 1977.

## Biographie
Jean Courvoisier est le fils de Jean-Louis Courvoisier, banquier à Paris et président de la chambre de commerce suisse de cette ville, et d'Isabelle Chaponnière. Il est le frère cadet du théologien Jaques Courvoisier, professeur à la faculté de théologie protestante de Genève. Il fait ses études à l'École alsacienne, puis à l'École des mines. 

### Carrière professionnelle
Après son diplôme d’ingénieur civil des mines, il entre dans la banque familiale parisienne Courvoisier Berthoud & Cie où il fait toute sa carrière.
Avec son associé François Propper, il est l’artisan de la fusion des banques Odier Bungener et Courvoisier (deux maisons de banque protestantes) qui est effective en 1960. Il devient directeur général de la banque Odier Bungener Courvoisier (OBC) qui résulte de cette fusion.

### Activités au sein du protestantisme français
En 1948, il a dirigé le service de l'aumônerie des camps de prisonniers. Il fut ensuite président de la Société des missions évangéliques de Paris. Il est élu, en 1970, président de la Fédération protestante de France, où il succède à Charles Westphal.
Son élection n’est pas facile car il s’agit d’un laïc, relativement âgé (il a 66 ans), et surtout parce qu’il est le PDG d’une banque. La Mission populaire évangélique s’oppose à son élection qu’elle considère comme une mainmise de la HSP sur la Fédération protestante de France. Élu par une voix de majorité (22 voix pour une majorité absolue de 21 voix), il lui est demandé s’il accepterait de démissionner de son poste de PDG. Il accepte tout en annonçant qu’il restera président du conseil d'administration de sa banque. Un nouveau vote lui accorde alors 28 voix. Il occupe ces fonctions jusqu'en 1977. Le pasteur Jacques Maury lui succède.
Il est chevalier de la Légion d'honneur.
Jean Courvoisier meurt le 2 mars 1982 à Paris.

## Postérité
Sous son mandat ont lieu les événements de mai 1968 qui ont de nombreuses répercussions dans les églises et les mouvements protestants. Sous sa conduite, la Fédération protestante de France prit plusieurs initiatives courageuses pour répondre aux défis de l’époque :
- 1971 : diffusion du texte Église et Pouvoir, document de réflexion sur les liens entre Églises et pouvoir politique
- 1973 : texte commun de l’épiscopat français et du conseil de la FPF prenant position sur le commerce des armes
- 1975 : publication du document La Sexualité : pour une réflexion chrétienne

Malgré les craintes qu’avaient pu nourrir certains au moment de son élection, son appartenance sociale ne faisait pas de lui un homme aux idées étroites ou conservatrices. Particulièrement attaché à l'unité des Églises. Il laisse le souvenir d'un homme modeste, désintéressé, dont le rayonnement est international.